# Turkiz
Turkiz je neprozoren modrozelen fosfatni mineral s primesmi bakra in aluminija s kemijsko formulo CuAl6(PO4)4(OH)8•4H2O.  Kakovostni turkizi so redki in cenjeni poldragi kamni, ki se že tisočletja uporabljajo za izdelavo nakita. V zadnjem času je turkiz, podobno kot drugi neprozorni poldragi kamni, razvrednoten zaradi ponarejenih in sintetičnih proizvodov. 
Mineral je imel v zgodovini veliko imen. Ime turkiz je nastalo v 17. stoletju iz francoske besede turques  - Turki, ker je v Evropo prišel iz Turčije. Mineral je izviral iz rudnikov v zgodovinski perzijski provinci Horasan. Plinij Starejši je  mineral imenoval  callais, Azteki pa so ga imenovali chalchihuitl.

## Lastnosti
Najčistejši turkizi dosežejo maksimalno trdoto malo pod 6, se pravi da so malo trši od okenskega stekla. Je kriptokristaliničen mineral, zato skoraj nikoli ne tvori monokristalov, njegove lastnosti pa so zato zelo spremenljive. Da kristalizira v triklinskem kristalnem sistemu, je bilo dokazano z rentgensko difrakcijo. Z majhno trdoto sta  povezani tudi majhna specifična teža (2,60-2,90)  in večja poroznost. Vse te lastnosti so odvisne od velikosti zrn. Sijaj minerala je običajno voščen do podsteklast. Turkiz je običajno neprozoren, tanke rezine pa so polprosojne. Njegova barva je lahko zelo različna, od bele do svetlo modre in sinje in od modrozelene do rumenkasto zelene. Modra barva se pripisuje idiokromatskemu bakru, medtem ko je zelena barva posledica ali onečiščenja z železom, ki v strukturi zamenja aluminij,  ali izgube kristalno vezane vode.  
Lomni količnik turkiza, merjen z natrijevo svetlobo z valovno dolžino 589,3 nm, je približno 1,61 ali 1,62. Meritve so bile opravljene na gemološkem refraktometru. Na redkih monokristalih so bile izmerjene vrednosti 1,62 do 1,65 (dvolomnost 0,040, dvoosno pozitivna). Absorpcijski spekter, katerega je mogoče posneti tudi z ročnim spektrometrom, odkriva črto pri 432 nm in šibak pas pri 460 nm, ki je najbolj viden z močno odbito svetlobo. Pod dolgovalovno ultravijolično svetlobo lahko turkiz včasih zeleno, rumeno ali svetlo modro fluorescira. V kratkovalovni ultravijolični in rentgenski svetlobi je inerten. 
Turkiz je netopen v vseh kislinah razen v vroči klorovodikovi kislini. Barva črte je bledo modrikasto bela, njegov prelom pa školjkast in ima voščen lesk. Mineral se kljub majhni trdoti v primerjavi z drugimi dragimi kamni dobro polira. Lahko je tudi posut z madeži pirita ali  prepleten s temnimi žilami limonita. 

## Nastanek
Turkiz je sekundarni mineral, ki je nastal domnevno  s pronicanjem vodnih raztopin klorovodikove kisline med preperevanjem in oksidacijo pred tem obstoječih mineralov. Baker, na primer, bi lahko zviral iz primarnih bakrovih sulfidov kot je halkopirit ali sekundarnega karbonatnega malahita ali azurita. Aluminij bi lahko izviral iz glinencev, fosfor pa iz apatita. Pomembno vlogo so očitno imeli vremenski vplivi, saj so tipična nahajališča turkiza praviloma sušne regije. Mineral je zapolnil luknje ali razpoke v tipično zelo preperelih vulkanskih kamninah, pogosto povezanih z limonitom in drugimi železovimi oksidi. V jugozahodnih Združenih državah Amerike je turkiz skoraj  vedno povezan s produkti preperevanja skladov bakrovega sulfida ali porfiritskimi intruzijami, bogatimi s  kalijevimi glinenci. V nekaterih nahajališčih alunita (kalijev aluminijev sulfat) je  prevladujoč sekundarni mineral. Tipična turkizova mineralizacija je omejena na relativno majhne globine, manjše od 20 m. Če so sekundarne raztopine lahko prodrle globlje, na primer po globokih razpokah, se pojavlja tudi v večjih globinah.
Čeprav nahajališča turkiza kažejo na njegov sekundarni ali supergeni izvor, nekateri viri omenjajo tudi njegov hipogeni izvor. Hipogenska teorija trdi, da so vodne raztopine nastale na večji  globini s hidrotermalnimi procesi. Na začetku zelo vroče raztopine so prodirale navzgor in izlužile esencialne elemente iz pred tem nastalih mineralov. Po ohladitvi se je iz raztopin oboril turkiz in zapolnil odprtine in razpoke v okoliški kamnini.  S takšnimi hipogenimi procesi je mogoče razložiti nastanek skladov bakrovega sulfida, z njimi pa je težko razložiti raznolikost depozitov turkiza. 
Turkiz je skoraj vedno kriptokristalen ali masiven in nima določene zunanje oblike. Kristali so tudi na mikroskopski ravni izredno redki. Običajno ima obliko žil ali prelomov v katerih je nastal. Lahko je tudi grudast ali grozdast ali celo v obliki kapnika. Turkiz lahko psevdomorfno nadomesti živec, apatit in druge minerale ali celo fosile. Odontolit je fosilizirana kost ali slonovina, za katero se je tradicionalno domnevalo, da je osnovno gradivo zamenjal turkiz ali podoben fosfatni mineral, na primer železov fosfat  vivianit. Pogosta je tudi mešana rast z drugimi bakrovimi minerali, na primer s hrizokolo.

## Nahajališča
Turkiz je bil med prvimi dragimi kamni, ki se je rudaril. Veliko zgodovinskih nahajališč je izčrpanih, nekatera pa so še aktivna. Nahajališča so praviloma majhna, rudarjenje pa zaradi omejenega povpraševanja in oddaljenosti depozitov pogosto sezonsko. Večino dela se opravlja ročno. V velikih rudnikih bakrove rude, predvsem  v Združenih državah Amerike, je stranski proizvod pogosto turkiz. 

### Iran
Iran je že najmanj 2000 let pomemben vir turkizov. Iranci so ga imenovali piruzeh – zmaga, Arabci so ga preimenovali v  firuzeh. V iranski arhitekturi se je turkiz uporabljal za oblaganje kupol in palač, ker je s svojo modro barvo simboliziral nebo na zemlji.
Iranski turkizi so modre barve, s segrevanjem pa zaradi odcepljanja kristalno vezane vode pozelenijo. Najbolj znano nahajališče je na 2.012 m visoki gori Ali-mersai pri  Mašhadu, glavnem mestu province Horasan. Turkiz se nahaja v preperelih in razklanih skladih trahita, in situ med skladi limonita in peščenjaka in v meliščih ob vznožju gore. Nahajališče je ob tistem na Sinajskem polotoku najstarejše znano nahajališče. V Iranu so nahajališča turkiza tudi v provincah Semnan in Kerman.

### Sinaj
Na Sinaju so Stari Egipčani rudarili turkize  že  v času prve dinastije (3000 pr. n. št.), verjetno pa že prej. Domorodni Monituji so regijo imenovali  Dežela turkizov. Na polotoku je šest rudnikov. Vsi so na njegovi jugozahodni obali na ozemlju, ki meri okrog 650 km2. Največja in zgodovinsko najpomembnejša sta bila rudnika  Serabit el-Khadim in Wadi Maghareh, za katera se domneva, da sta med najstarejšimi znanimi rudniki. Rudnik Wadi Maghareh je približno 4 km od starodavnega templja boginje Hator. 

### Druga nahajališča
Pomembna nahajališča turkiza so v jugozahodnih državah Združenih držav  Amerike: Arizoni, Kaliforniji (San Bernardino, Imperial, Inyo counties),  Koloradu (Conejos, El Paso, Lake, Saguache counties), Novi Mehiki (Eddy, Grant, Otero, Santa Fe) in Nevadi (Clark, Elko, Esmeralda County, Eureka, Lander, Mineral County in Nye counties). V Kaliforniji in Novi Mehiki so domorodci rudarili turkize že v predkolumbovskem času. 
Nahajališča na Kitajskem so omejen vir turkizov že najmanj 30000 let. Turkizi visoke kakovosti se v obliki kompaktnih grud nahajajo v  razdrobljenem siliciranem apnencu v  Yunxianu  in Zhushanu v provinci Hubej. Marko Polo je poročal, da so turkizi prihajali tudi iz sedanje province Sečuan. Večina kitajskih turkizov se je izvozila. Obstaja nekaj graviranih izdelkov iz turkiza, podobnih izdelkom iz žada. 
V Tibetu so nahajališča turkiza, primernega za izdelavo nakita, v gorovju Derge in Nagari-Khorsum na vzhodu oziroma zahodu pokrajine.
Druga pomembna nahajališča turkiza so v Afganistanu,  Avstraliji (Victoria in Queensland), severni Indiji, severnem Čilu  (Chuquicamata), Cornwallu, Saški, Šleziji in Turkestanu.